# لاکشمی گوپالاسوامی
لاکشمی گوپالاسوامی (انگلیسی: Lakshmi Gopalaswamy؛ زادهٔ ۷ نوامبر ۱۹۷۰) هنرپیشه و مدل اهل هند است.
وی بازیگر فیلم‌هایی همچون شهر هوشمند، اسکندر کبیر، زنده باد ناراسیما ردی، بهیما، سوسک و ۹۱۶ بوده است.